# アルタイ山脈

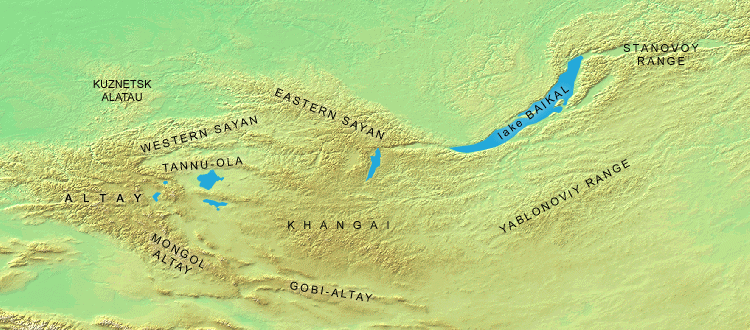
ロシア、カザフスタン、モンゴルから中国にかけての山岳

アルタイ山脈（アルタイさんみゃく）は、西シベリア、モンゴル、カザフスタンにまたがる山脈。漢字で阿爾泰山脈とも。

## 名称
モンゴル語で「金の山」を意味する ᠠᠯᠲᠠᠢ алт-тай（直訳すると「金とともに」）が由来である。その他の言語での名称は、アルタイ語では Алтай туулар, カザフ語では Алтай таулары, ウイグル語では ئالتاي تاغلىرى または Алтай Тағлири, ロシア語では Алтайские горы である。
言語のグループのアルタイ諸語はこの名に由来する。

## 地理
東は、塩水湖のウヴス・ヌール、ヒャルガス湖、ドルゴン湖や、淡水湖のハル・ウス湖、ハル湖、アイラグ湖など、多くの湖が点在するウヴス・ヌール盆地、大湖盆地がある北西モンゴル台地に接する。雪線はアルタイ山脈の東部分で1875m、西の方では北側約2010m、南側約2340mであり、雪線を越す峰は多い。アルタイ山脈の最高峰はベルーハ山（4506m）。またアルタイ山脈の中国側の麓にはアックンガイテ草原がある。

## 生態系
一帯はアルタイ・サヤン地域というエコリージョンに属し、山岳、タイガ、ステップ、湿地、湖などの生態系がある。植生はカラマツ属、ヒマラヤスギ属、マツ属、トウヒ属などの森林があり、ヤナギ科、マメ科、ゴマノハグサ科、キンポウゲ科、キク科、バラ科、ムラサキ科、イネ科などの固有種の植物が生える。ユキヒョウ、アルタイアルガリ、シカ（ヘラジカ、シベリアノロジカ）、イノシシ、クズリ、ジャコウジカなどの哺乳類や、オジロワシ、ハヤブサ、ナベコウ、イヌワシ、クロヅル、ワシミミズクなどの鳥類が生息している。
ロシアのアルタイ自然保護区とカトゥン自然保護区、カザフスタンのカトン＝カラガイ国立公園、西アルタイ自然保護区とマルカコル湖はユネスコの生物圏保護区に指定されている。

## 周辺の住民
シベリア側はロシア人・カザフ人などが農牧を営み、モンゴル側には遊牧のウリャンカイ人、アルタイ系カザフ人、キルギス人、トルグート氏族などが住む。

## 産出鉱物
かつては金・銀・銅などを産したが、乱掘による枯渇のため現在では重要でなくなった。

## ギャラリー

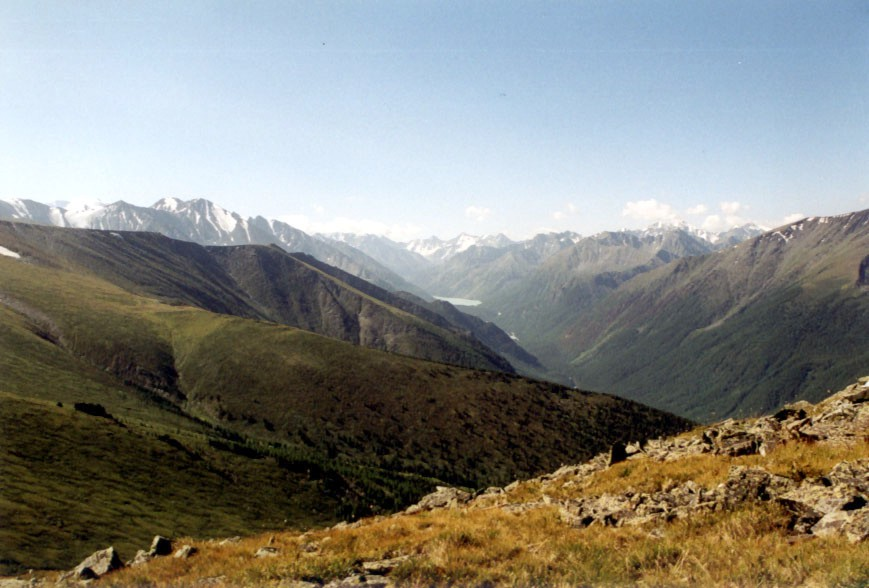
アルタイ山脈の山々
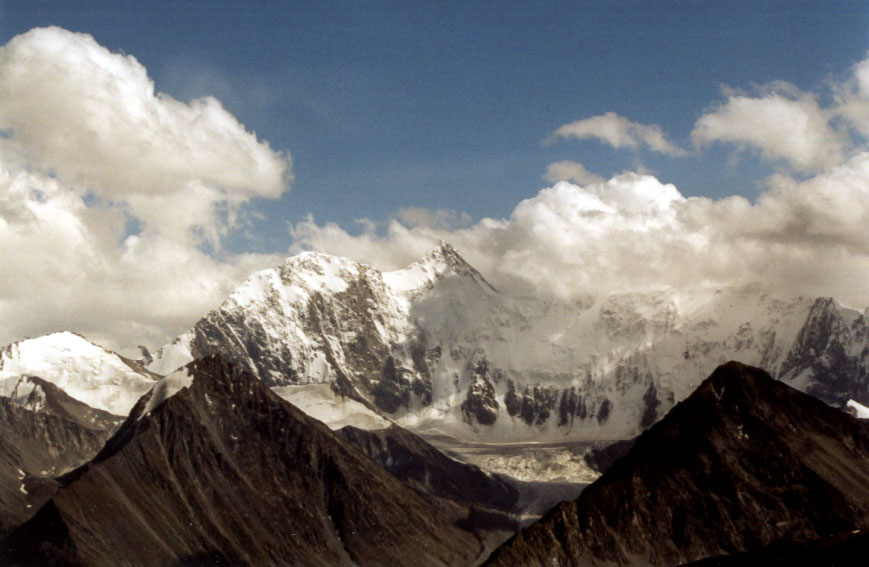
アルタイ山脈およびシベリアの最高峰ベルーハ山 （2001年8月撮影）
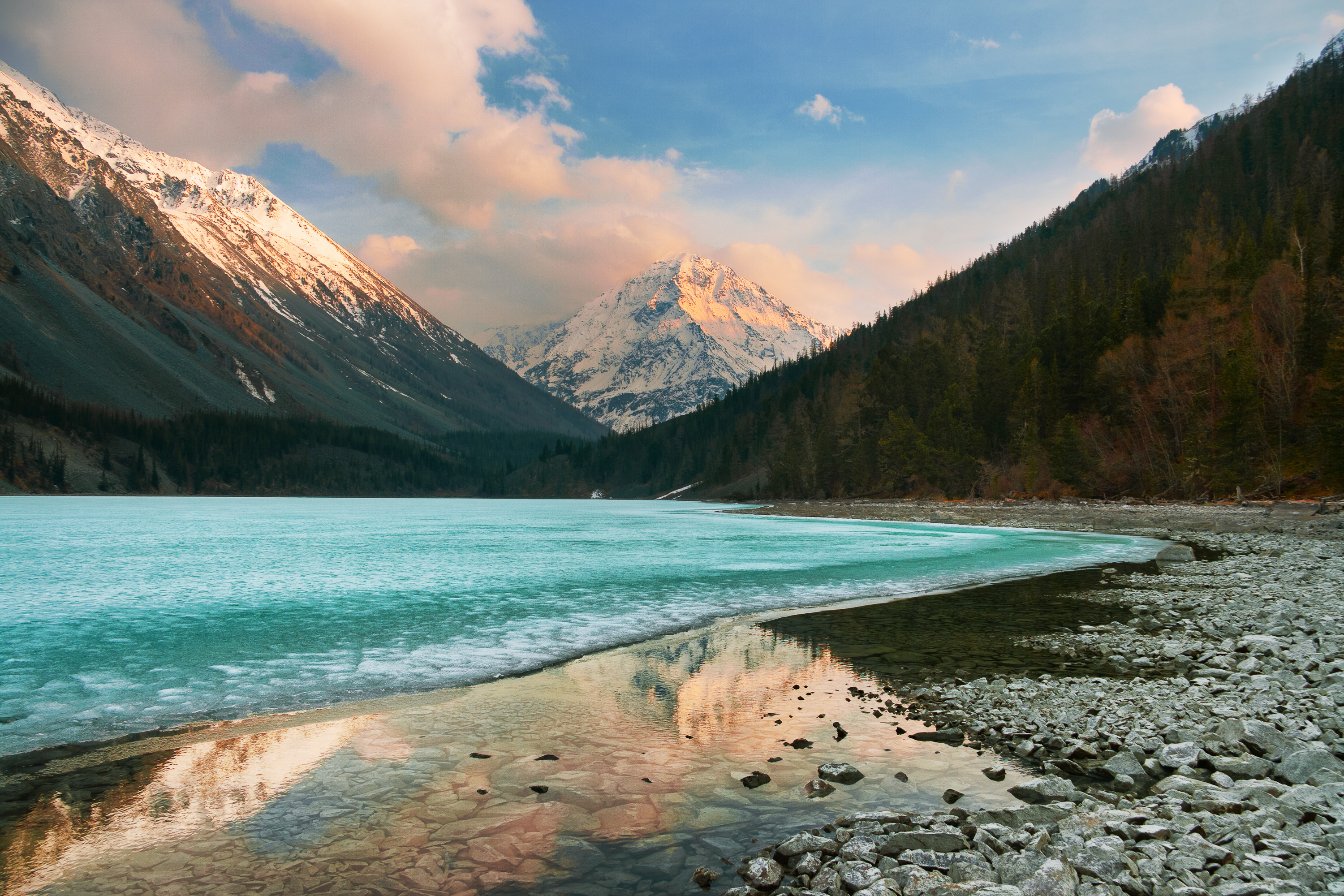
クチェルラ湖
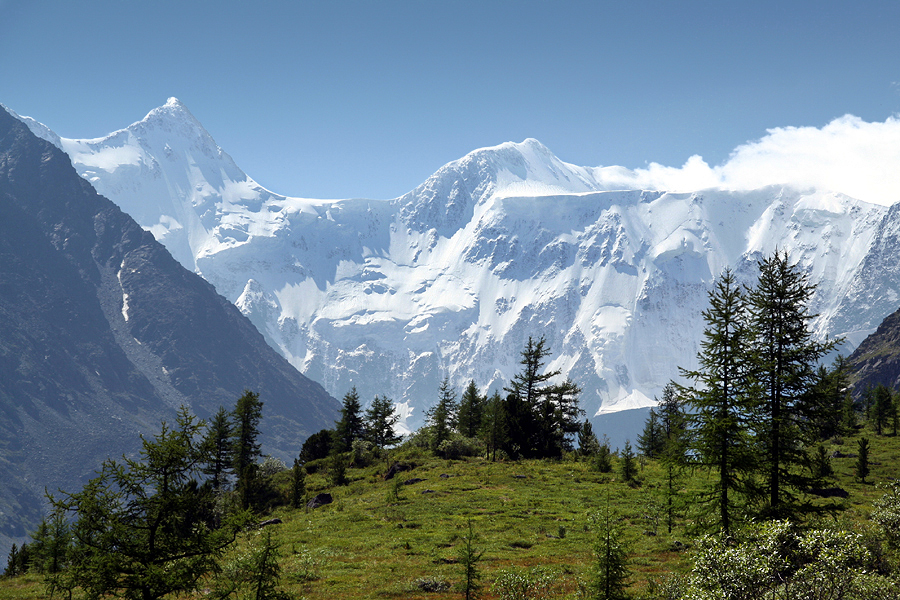
ベルーハ山
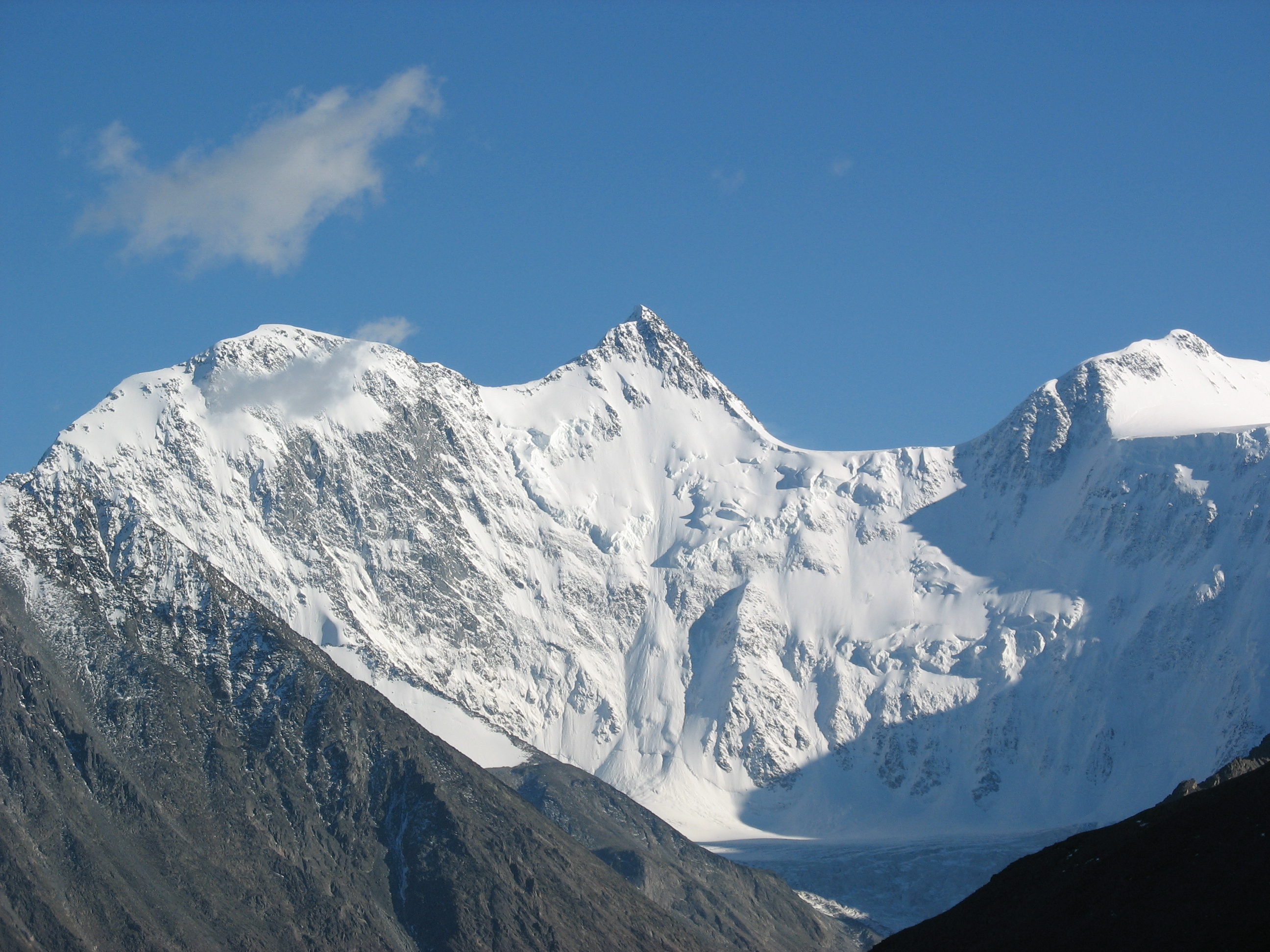
ベルーハ山
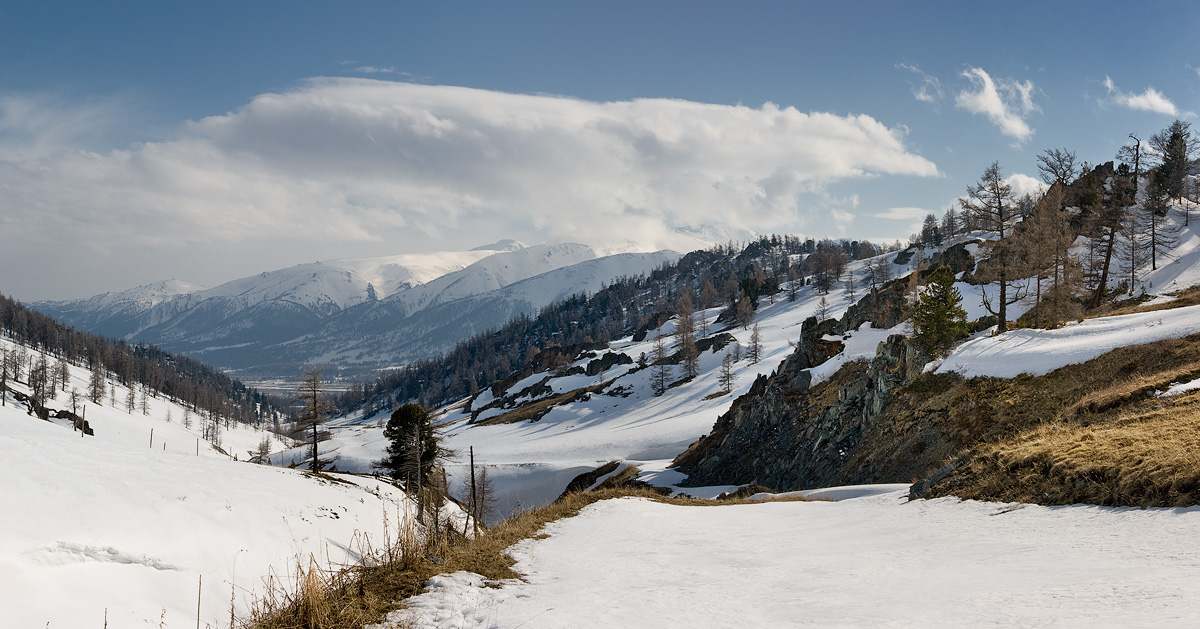
カザフスタンにあるアルタイの山々
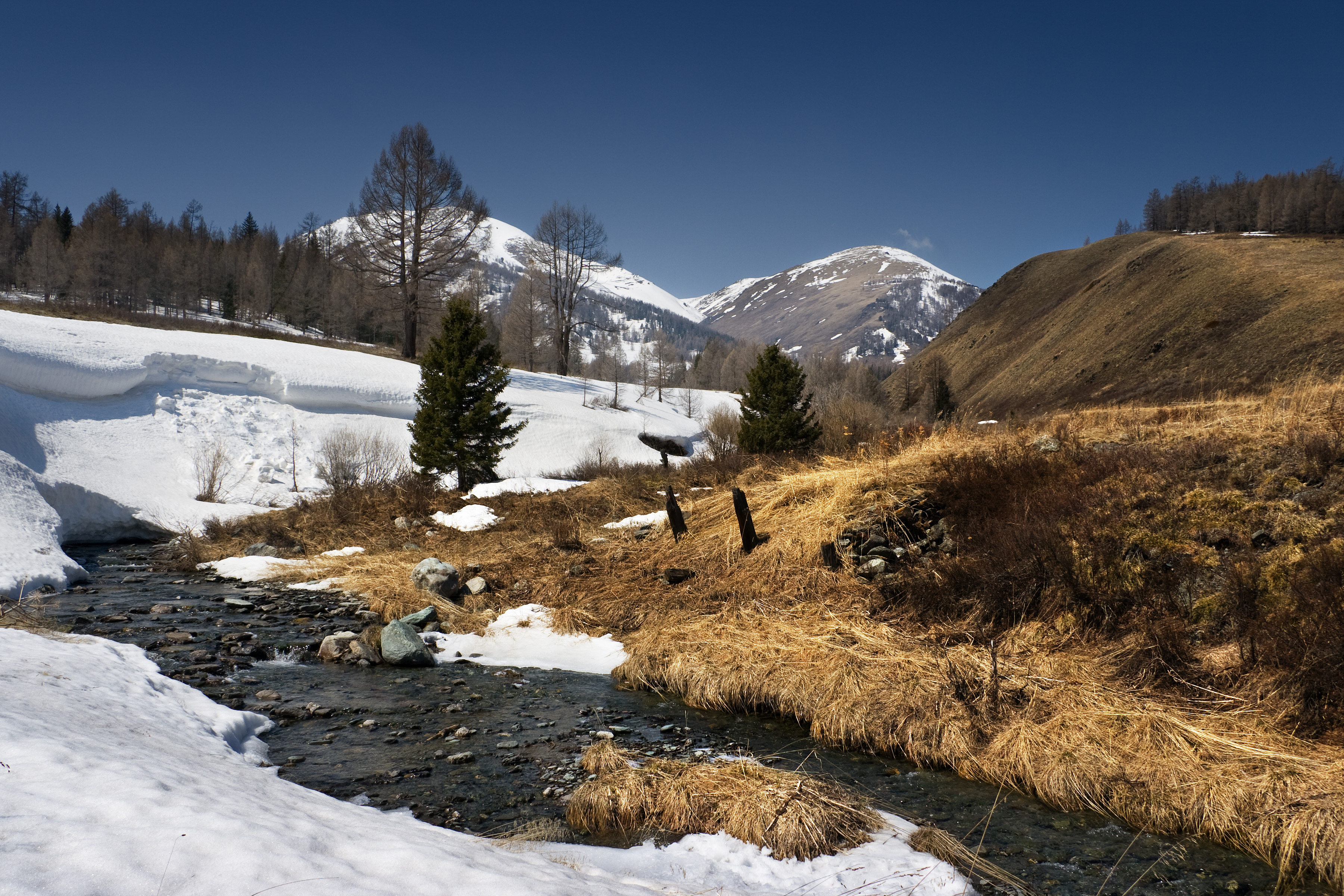
Markakol reserve, カザフスタン
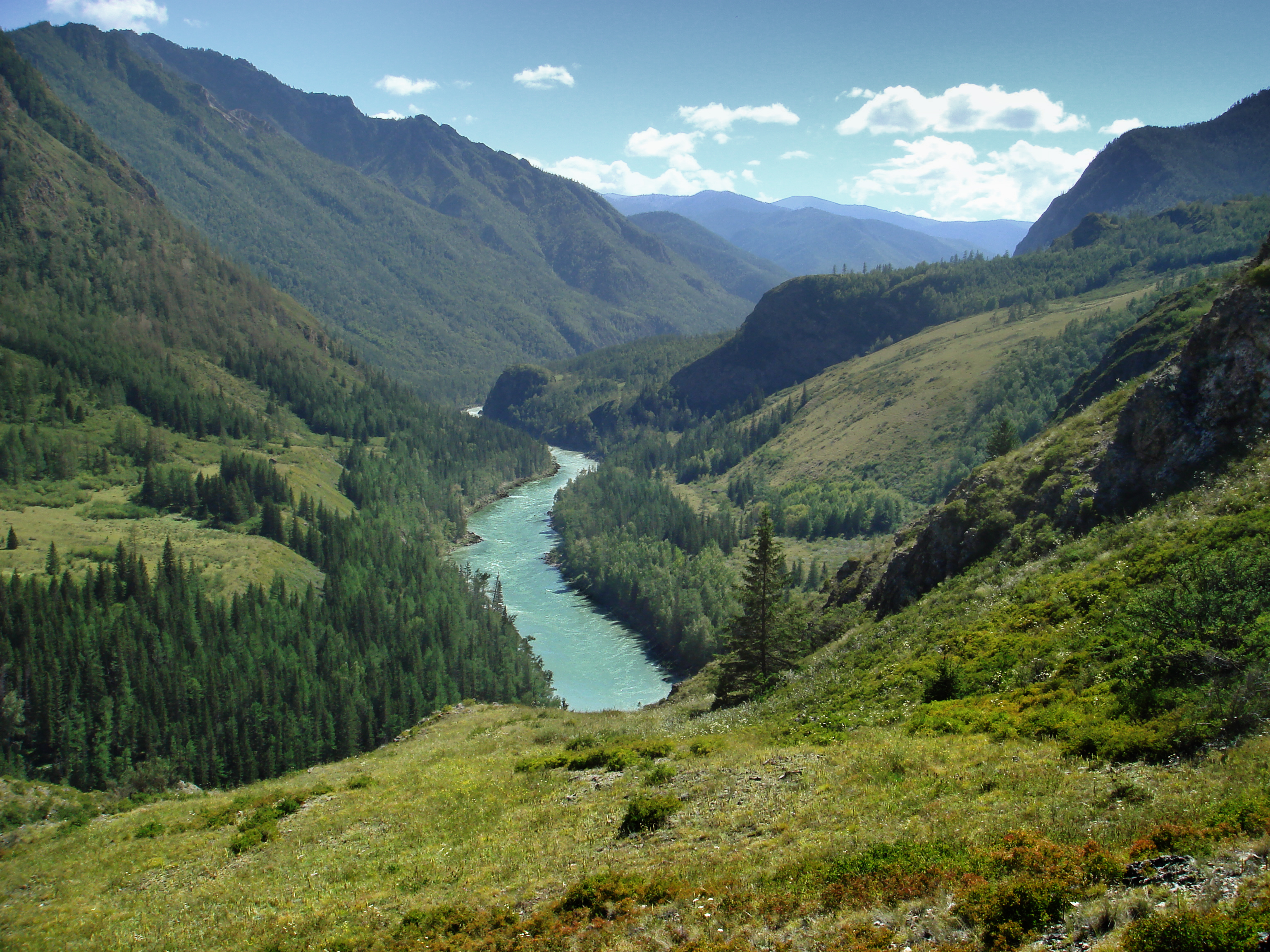
カトゥニ川
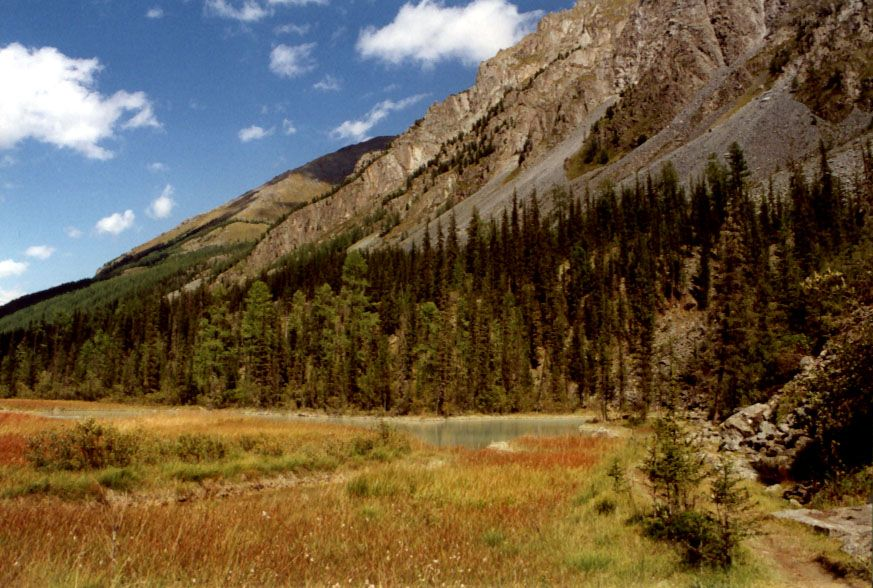
The Kucerla Valley